# Xanthaciura unipuncta
Xanthaciura unipuncta es una especie de insecto del género Xanthaciura de la familia Tephritidae del orden Diptera.

## Historia
Malloch la describió científicamente por primera vez en el año 1933.